# 손가락감자
손가락감자(영어: fingerling potato)는 짧고 뭉툭한 손가락 모양 감자이다. 다 자라도 작고 가는 모습을 띠며, 덜 자란 어린 감자와는 구분된다. 여러 가지 품종이 있으며, 색깔도 누런 것, 분홍색이나 자주색을 띠는 것 등 다양하다. 녹말을 비교적 적게 함유하며, 크기가 작아 통째로 구워 먹기 좋다.

## 같이 보기
- 라트감자